# Deutsche Poolbillard-Meisterschaft 1987 (Senioren)
Die Deutsche Poolbillard-Meisterschaft 1987 war die dritte Austragung zur Ermittlung der nationalen Meistertitel der Senioren in der Billardvariante Poolbillard. Sie wurde in Kempen ausgetragen.
Es wurden die Deutschen Meister in den Disziplinen 14/1 endlos, 8-Ball, 9-Ball und 8-Ball-Pokal ermittelt.

## Medaillengewinner
| Disziplin    | Gold                             | Silber                             | Bronze                                | 4. Platz                                  |
| ------------ | -------------------------------- | ---------------------------------- | ------------------------------------- | ----------------------------------------- |
| 14/1 endlos  | Roy Laird (BCV Kaiserslautern)   | Irvin Cole (BC Neckarsulm)         | Eckhard Schäfer (Joker Kamp-Lintfort) | Wolfgang Schmitz (1. PBC Leverkusen)      |
| 8-Ball       | Biagio Devivo (PBC München-West) | Dieter Peetz (BSV Berlin)          | Adolf Holzmann (Homburg)              | Peter Grümann (Sauerland)                 |
| 9-Ball       | Pietro Fontana (PBC Köln Süd)    | Werner Fischer (1. PBC Leverkusen) | Dieter Peetz (BSV Berlin)             | Rochus Steinbeck (1. PBC Rot-Gelb Aachen) |
| 8-Ball-Pokal | Irvin Cole (BC Neckarsulm)       | Lutz Kühnen (Berlin)               | Jakob Meyer (Mönchengladbach)         | Dieter Mund (Darmstadt)                   |